# Наследие зла
«Наследие зла» (англ. The Possession of Michael D.) — триллер режиссёра Майкла Кеннеди. Премьера фильма состоялась 2 мая 1995 года на телеканале Fox. В 1996 году кинокартина номинировалась на премию «Джемини» в двух категориях. 

## Сюжет
Майкл и Джени любят друг друга и хотят провести вместе всю жизнь, но присутствие темных сил угрожает их счастью и даже жизни. Майкла мучают ночные кошмары, у него проявляется раздвоение личности. Медицина оказалась бессильна, и тогда пара решила обратиться к парапсихологу, который обнаружил, что Майкл одержим демоном. Чтобы помочь Майклу и изгнать демона, нужно раскрыть его темные секреты, скрытые в прошлом.

## В ролях
| Актёр          | Роль               |
| -------------- | ------------------ |
| Филиция Рашад  | доктор Мэрион Хейл |
| Стивен Лэнг    | Майкл              |
| Шейла Маккарти | Дженни             |
| Майкл Райли    | доктор Ник Галлер  |
| Роджер Рис     | Робин Бэнкс        |
| Бернард Беренс | доктор Джерри      |
| Сесилия Кэролл | Эллисон            |

### Комментарии
1. ↑  Также известен Архивная копия от 1 января 2015 на Wayback Machine под названием Legacy Of Evil.